# Красненська сільська рада (Чернігівський район)
Кра́сненська сільська́ ра́да — орган місцевого самоврядування у Чернігівському районі Чернігівської області. Адміністративний центр — село Красне.

## Загальні відомості
Красненська сільська рада утворена в 1923 році.
- Територія ради: 88,554 км²
- Населення ради: 1241 особа (станом на 2001 рік)

## Населені пункти
Сільській раді підпорядковані населені пункти:
- с. Красне
- с. Золотинка
- с. Скорінець

## Склад ради
Рада складається з 16 депутатів та голови.
- Голова ради: Маслюк Віталій Олександрович
- Секретар ради: Рожок Ірина Іванівна

### Керівний склад попередніх скликань
| ПІБ                          | Основні відомості                                                         | Дата обрання | Дата звільнення |
| ---------------------------- | ------------------------------------------------------------------------- | ------------ | --------------- |
| Деркач Петро Іванович        | Сільський голова, 1958 року народження, член Народної партії              | 26.03.2006   | 31.10.2010      |
| Маслюк Віталій Олександрович | Сільський голова, 1962 року народження, освіта вища, член Партії регіонів | 31.10.2010   |                 |

Примітка: таблиця складена за даними джерела

### Депутати
За результатами місцевих виборів 2010 року депутатами ради стали:

#### За суб'єктами висування
| Суб'єкт висування | Кількість обраних депутатів | %    |
| ----------------- | --------------------------- | ---- |
| Партія регіонів   | 10                          | 62,5 |
| Самовисування     | 6                           | 37,5 |

#### За округами
| № округу        | Прізвище, ім'я, по батькові     | Дата визнання обраним | Освіта  | Партійна приналежність                        | Відомості про обраного депутата                      |
| --------------- | ------------------------------- | --------------------- | ------- | --------------------------------------------- | ---------------------------------------------------- |
| Партія регіонів |                                 |                       |         |                                               |                                                      |
| 3               | Гвоздь Тетяна Іванівна          | 04.11.2010            | вища    | член Партії регіонів                          | Красненська загальноосвітня школа І-ІІІ ст., вчитель |
| 5               | Рожок Ірина Іванівна            | 04.11.2010            | вища    | член Партії регіонів                          | ТОВ «Агрофірма Красненська», головний бухгалтер      |
| 8               | Голуб Оксана Володимирівна      | 04.11.2010            | середня | член Партії регіонів                          | ЗАТ «КСК-Чексіл», реставратор                        |
| 9               | Берендєєва Валентина Миколаївна | 04.11.2010            | вища    | член Партії регіонів                          | Красненська загальноосвітня школа І-ІІІ ст., вчитель |
| 10              | Шкурка Надія Олексіївна         | 04.11.2010            | вища    | член Партії регіонів                          | тимчасово не працює                                  |
| 12              | Петренко Тамара Семенівна       | 04.11.2010            | середня | член Партії регіонів                          | ТОВ «Агрофірма Красненська», зав. фермою             |
| 13              | Петренко Григорій Дмитрович     | 04.11.2010            | середня | член Партії регіонів                          | ТОВ «Агрофірма Красненська», охоронець               |
| 14              | Ображей Віталій Володимирович   | 04.11.2010            | середня | член Партії регіонів                          | ТОВ «Агрофірма Красненська», механізатор             |
| 15              | Музика Надія Миколаївна         | 04.11.2010            | вища    | позапартійна                                  | Золотинський ФП, завідувачка                         |
| 16              | Шунько Володимир Іванович       | 04.11.2010            | вища    | член Партії регіонів                          | тимчасово не працює                                  |
| Самовисування   |                                 |                       |         |                                               |                                                      |
| 1               | Підопригора Микола Миколайович  | 04.11.2010            | вища    | позапартійний                                 | ТОВ «Агрофірма Красненська», зав. гаражем            |
| 2               | Свердлова Ірина Вікторівна      | 04.11.2010            | вища    | позапартійна                                  | Красненська загальноосвітня школа І-ІІІ ст., вчитель |
| 4               | Гвоздь Любов Василівна          | 04.11.2010            | вища    | позапартійна                                  | ТОВ «Агрофірма Красненська», зав.складом             |
| 6               | Афатницька Раїса Захарівна      | 04.11.2010            | вища    | позапартійна                                  | Краснянська сільська рада, касир                     |
| 7               | Дерев'янко Михайло Павлович     | 04.11.2010            | середня | член Всеукраїнського об'єднання «Батьківщина» | Красилівське лісництво, механізатор                  |
| 11              | Легкобит Віталій Андрійович     | 04.11.2010            | середня | позапартійний                                 | тимчасово не працює                                  |